# Edward Creasy

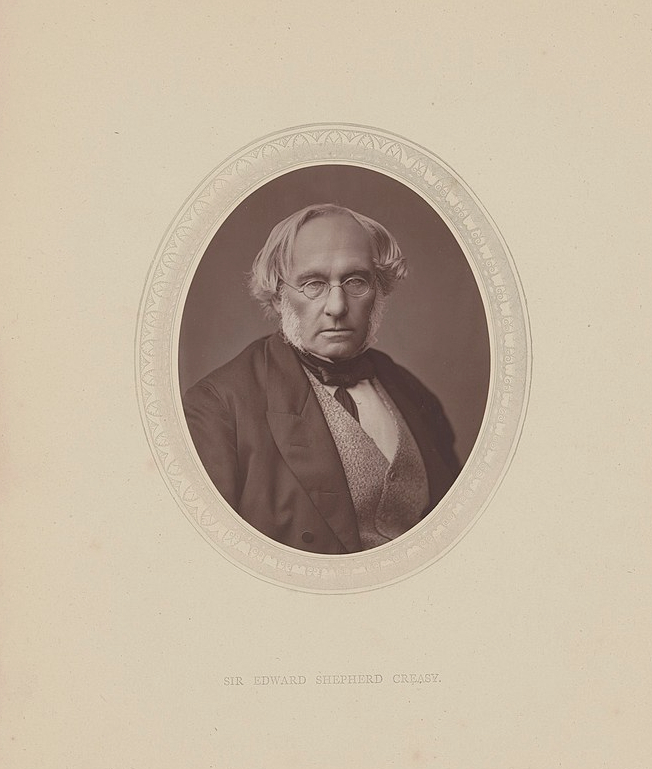
Edward Creasy

Sir Edward Shepherd Creasy (Bexley, 12 september 1812 – Londen, 17 januari 1878) was een Britse historicus. Hij studeerde aan Eton College en King's College in Cambridge. In 1840 werd hij geschiedenisdocent aan de Universiteit van Londen. In 1860 werd hij geridderd en benoemd tot rechter in de toenmalige Britse kolonie Ceylon. Zijn bekendste werk is The Fifteen Decisive Battles of the World, dat verscheen in 1851.
- Bibsys: 90780155
- Biblioteca Nacional de España: XX1234992
- Bibliothèque nationale de France: cb123152676 (data)
- CiNii: DA02338675
- Gemeinsame Normdatei: 107616904
- International Standard Name Identifier: 0000 0001 1026 4219
- Library of Congress Control Number: n81040888
- Bibliotheek van het Japanse parlement: 00766517
- Nationale Bibliotheek van Tsjechië: xx0231114
- Nationale bibliotheek van Australië: 35490028
- Nationale Bibliotheek van Israël: 987007260138805171
- Nederlandse Thesaurus van Auteursnamen: 085365564
- SNAC: w6gq82h0
- Système universitaire de documentation: 080521185
- Trove: 971688
- Virtual International Authority File: 49293237
- WorldCat: E39PBJtH6CwcWfDcPwFkDtQTHC